# دیوید مالت
دیوید مالت (انگلیسی: David Mallet؛ زادهٔ ۱۷ دسامبر ۱۹۴۵) تهیه‌کننده و کارگردان اهل بریتانیا است. وی از سال ۱۹۶۴ میلادی تاکنون مشغول فعالیت بوده‌است.
وی همچنین برندهٔ جوایزی همچون جوایز امی ساعات پربیننده شده‌است.